# Ґреґорі Корбітт
Ґреґорі Корбітт (англ. Gregory Corbitt, 2 вересня 1971) — австралійський хокеїст на траві.
Срібний призер Олімпійських Ігор 1992 року.
Бронзовий призер Чемпіонату світу 1990, 1994 років.
Переможець Трофею чемпіонів 1989, 1993 років, срібний призер 1992 року.